# Paseo a orillas del mar
Paseo a orillas del mar, pintado en 1909, es un cuadro de Joaquín Sorolla donde aparece representada su mujer, Clotilde García, la cual sostiene una sombrilla, junto a su hija mayor, María Clotilde, caminando al atardecer por la playa de Valencia mientras la brisa marina hace ondear sus ropas. 
Este cuadro fue realizado en el verano de 1909 a la vuelta de la cuarta exposición internacional de Sorolla a comienzos de ese mismo año en varias ciudades de Estados Unidos. El éxito que alcanzó en la ciudad de Nueva York se aprecia en el vitalismo y gran colorido de esta obra. Es difícil su clasificación estilística, aunque la mayoría de autores la sitúa en el impresionismo español, debido al tipo de pincelada suelta, la luz, el color y el movimiento que transmite la obra, que en realidad pertenece al Luminismo Valenciano, también conocido como Instantismo, pues su objetivo es el de captar el instante lumínico. Sorolla es el máximo representante de esta corriente de principios del siglo XX. Además, se le da especial importancia al entorno, en este caso la playa. Sorolla corta de manera intencionada el sombrero de su mujer y sin embargo deja un gran espacio a la orilla del mar que ocupa la mitad inferior del cuadro. Con este efecto, se consigue dar importancia al entorno del cuadro, uno de los más importantes de su etapa en la costa valenciana.
Paseo a orillas del mar ha permanecido en el estudio del pintor en Madrid desde el año 1911, convertido en Museo Sorolla desde 1932.